# Peiman Yarahmadi
Peiman Yarahmadi (6 de abril de 1994), es un luchador iraní de lucha libre. Consiguió una medalla de oro en Campeonato Asiático de 2015. Primero en la Copa del Mundo en 2014 y 2015. Tercero en Campeonato Mundial de Juniores del año 2013.